# Концептуална уметност (књига)
Концептуална уметност је стручна монографија теоретичара савремене уметности Мишка Шуваковића, објављена 2007. године у издању Музеја савремене уметности Војводине из Новог Сада.

## О аутору
Мишко Шуваковић (1954) је доктор наука о ликовним уметностима, редовни професор на Факултету за медије и комуникације у Београду. Доцент, ванредни и редовни професор на Факултету музичке уметности, Универзитет уметности у Београду (1996-2015). Предавач на Интердисциплинарним студијама Универзитета уметности у Београду, на Архитектонском факултету Универзитета у Београду, на Факултету за хуманистичке студије, Универза на приморскем, Копар (2002-2008), на Факултету ликовних уметности, Универзитет уметности у Београду (2005-2006), и на Факултету политичких наука Универзитета у Београду, (2008). Гостујући професор на Филозофском Факултету у Љубљани (1998) и на Хелсиншком универзитету (2012). Почасни члан је Друштва за естетику Словеније; председник друштва за Естетику архитектуре и визуелних уметности Србије; и други потпредседник Међународног друштва за естетику (IAA). Мишко Шуваковић је објавио и уредио 50 научних монографија из естетике и теорије уметности.

## О књизи
Аутор на почетку ове обимне књиге каже да је настала “теренским радом” у различитим световима савремене уметности и културе, од музејских и галеријских архива, колекција до индивидуалних уметничких документација, током дугог низа година, почев од раних седамдесетих година 20. века до раних година прве деценије 21. века. Постојале су три верзије рукописа књиге: прва везија је написана као средишња расправа („Аналитичка уметност“, том 2) докторске дисертације Теорија у уметности и аналитичка филозофија између 1988. и 1990. године, друга верзија је написана по позиву/наруџбини Славка Тимотијевића и требала је да се појави у издању Студентског културног центра у Београду негде око 2004—2005. године, и трећа верзија је ревидирана, реализована и припремљена за објављивање по договору са Драгомиром Угреном и Гером Грозданићем за Музеј савремене уметности Војводине у Новом Саду 2006. године.
Књига Концептуална уметност тумачи историју и теорије концептуалне уметности у свету и код нас, разматрају се уметничке појаве које предходе концептуалној уметности (дада, уметност после енформела, нови реализам, неодада, флуксус, поп арт, индивидуалне митологије) као и историјска концептуална уметност (1966-1978) и уметност после концептуалне уметности (постконцептуализам, неоконцептуализам и уметност у доба културе).
Књига Концептуална уметност је конципирана у шест делова:
1. о протоконцептуалним уметничким праксама,
2. о модернистичком, концептуалном и постконцептуалном сликарству
3. о минималној и постминималној уметности,
4. о историјској концептуалној уметности и њеним бескрајним умножавањима, гранањима и мапирањима,
5. о појавама концептуално оријентисаних уметничких пракси и теорија осамдесетих и деведесетих година XX века,
6. односно, на почетку XXИ века,
7. о неизвесним и метафоричним сећањима на време концептуалне уметности

О томе шта је желео са књигом Концептуална уметност Мишко Шуваковић каже:
| „ | Књигом Концептуална уметност желео сам да на историјско-емпиријски и синхронијско-теоријски начин индексирам, мапирам и интерпретирам сложена и многострука прожимања и отпоре уметности и теорије. Водећа теза ове књиге указује: на који начин су се у специфичним историјским и културалним условима и околностима уметници суочавали са проблемима концептуализације и теоретизације, односно, са суочењима са теоријским и концептуалним границама у својим појединачним праксама или, чак, самим делима. Појам “концептуална уметност” нисам третирао само као концепт и ознаку за уметнички начин (манир, стил, правац, појаву, тенденцију или индивидуалну позицију) приказивања и изражавања, већ — пре — као замисао и ознаку хибридних уметничких пракси у којима су на намерно очигледан начин постављана и решавана проблемска материјалистичка питања о концептуалним и теоријским праксама у уметности, култури и друштву у другој половини XX века. | ” |